# 損失領導物
損失領導物，（英文：loss leader）是一種刻意將商品的價格訂得比成本還低的促銷手段。其原理是透過低價來吸引顧客，再透過顧客購買的其他商品來增加利潤。
另一種將商品價格訂得比成本還低的手段是掠奪性訂價。